# 国鉄C30形コンテナ
国鉄C30形コンテナ（こくてつC30がたコンテナ）は、日本国有鉄道（国鉄）が1983年（昭和58年）に製作した、鉄道輸送用12 ft長5トン積み有蓋コンテナである。

## 概要
国鉄のコンテナは、1971年（昭和46年）に登場したC20形コンテナから、12 ft級の新規格のコンテナとして一回り大きくなり、積載容量がアップしたものの、貨物の荷役扉が片側妻面の一方しかなく、多くの荷主より荷役の効率化のために、旧規格のC11形（10 ft）などのように、作業環境に応じて柔軟に対応可能な、複数方向から積み下ろしのできる構造のコンテナの配備を強く求められた。ヤード輸送の廃止を翌年に控えた1983年（昭和58年）、貨物営業制度研究会は、専用線でのホーム荷役に備えて、今後の有蓋コンテナはすべて側方開きとするよう提言した。これを受けて、折からの慢性的な赤字体質の改善と、道路網の急速な整備による長距離トラック輸送への切り替えなどによる顧客流失阻止を目的として、新に「二方開きコンテナ」を製作することとなった。
しかし、既に国鉄は危機的財政難に陥っており、効率の良い投資を行うという観点から、1983年（昭和58年）に既存のC20形及びC21形コンテナを国鉄工場において改造し、500個（1 - 500）が製作されたのが本形式である。本形式の構造を検討するためのモックアップとして、同年7月にC21形コンテナ2個を改造した。側面の一部を開くようにしたAタイプ（1161）と全開するようにしたBタイプ（2110）が製作されたが、量産にはBタイプが採用されている。また、本形式と並行して、C31形が新製されている。
本形式は、専用線荷役駅に優先配置するため、帯広駅、苫小牧駅、東室蘭駅、宮城野駅、倉賀野駅、高松駅、東広島駅、下関駅、浜小倉駅、鹿児島駅等に常備して運用された。
1987年（昭和62年）4月の国鉄分割民営化に際しては、483個が日本貨物鉄道（JR貨物）に引き継がれたが、18D形や19D形、19G形といった新形コンテナの登場により用途廃止・廃棄が進み、2004年（平成16年）度に全廃された。

## 構造
本形式は、元々片妻開きであったC20形・C21形の荷役扉左側の側面に、新たに積み下ろし扉を追設する改造を行ったコンテナである。そのため、側扉がある以外は、両形式と同じ形状である。改造元のコンテナの違いで、上部四隅のクレーン荷役用ツイストロック式金具の有無の差異がある。C20形を基にした個体は金具なし、C21形を基にした個体は金具がある。
片側妻扉・片側側面の二方開きであり、外法寸法は高さ2,350 mm、幅2,438 mm、長さ3,658 mm、自重1.7 t。内容積は改造工場により16.4 m3のものと16.5 m3のものがある。最大積載量は5 tである。側扉は改造での取付であるため、妻面に扉のある側の向かって右扉は180度（コンテナが右側へ延長したイメージ）までしか開かない。
塗装については、地色は従来と同じ黄緑6号の「コンテナグリーン」であるが、二方開きであることを示すため、側面の帯が赤色となっている。